# Salvadori's waaierstaart
Salvadori's waaierstaart (Rhipidura atra) (of zwarte waaierstaart zoals hij in het Engels heet) is een zangvogel uit de familie Rhipiduridae (waaierstaarten). Het is een endemische vogelsoort uit Nieuw-Guinea. De Nederlandse naam verwijst naar de Italiaanse zoöloog Tommaso Salvadori die deze vogel in 1876 wetenschappelijk heeft beschreven.

## Kenmerken
De lichaamslengte bedraagt 17 cm. Het mannetje is geheel zwart met een glans van fluweel. Kenmerkend is een klein stukje wenkbrauwstreep boven het oog. Het vrouwtje is bijna geheel roodbruin met een paar zwarte staartveren in het midden. Het mannetje lijkt sterk op de wigstaartmonarch (Symposiachrus axillaris), maar die is meer metaalglanzend blauwzwart en mist de witte wenkbrauwstreep. De vogel is betrekkelijk mak.

## Verspreiding en leefgebied
Salvadori's waaierstaart komt voor in heel Nieuw-Guinea in bergland tussen de 1000 en 2400 m boven de zeespiegel. Het is een vogel van montaan bos waar hij leeft in de ondergroei. Er zijn twee ondersoorten:
- R. a. atra: van de bergen van noordwestelijk en het noordelijke deel van centraal tot zuidoostelijk Nieuw-Guinea.
- R. a. vulpes: Cyclopsgebergte.

## Status
Salvadori's waaierstaart heeft een groot verspreidingsgebied en daardoor is de kans op de status kwetsbaar (voor uitsterven) uiterst gering. De grootte van de populatie is niet gekwantificeerd, maar de vogel is algemeen voorkomend in geschikt habitat. Om deze redenen staat deze waaierstaart als niet bedreigd op de Rode Lijst van de IUCN.